# Івано-Франківський базовий медичний коледж
Комунальний заклад фахової передвищої освіти "Івано-Франківський медичний фаховий коледж" Івано-Франківської обласної ради (Івано-Франківський базовий медичний коледж) — один із найстаріших в області навчальних закладів І—ІІ рівня акредитації, створений 21 грудня 1939 року,— як «Станіславська фельдшерсько-акушерська школа». Здійснює підготовку молодших медичних спеціалістів.

## Історія
Через Другу світову війну перший випуск учнів фельдшерсько-акушерської школи відбувся тільки у 1947 році,— диплом отримали 7 акушерок і 27 фельдшерів.
З метою підвищення рівня освіти в липні 1954 р. «фельдшерсько-акушерська школа» — реорганізована в «медичне училище».
В 1957–1960 роки в училищі діяли однорічні курси підготовки медичних сестер для дитячих дошкільних закладів.
У зв'язку з потребами регіону з 1961 по 1964 роках функціонувало зуболікарське відділення (пізніше в 1988–1999 рр. училище здійснювало підготовку молодших спеціалістів за спеціальністю «Стоматологія ортопедична»).
У 1976 році «Івано-Франківському медичному училищу» наданий статус базового.
Для підготовки фахівців без відриву від виробництва в 1982 році було відкрито вечірнє відділення (працювало до 1994 р.)
В 1995 році в училищі створено ще один структурний підрозділ — відділення післядипломної освіти молодших медичних та фармацевтичних спеціалістів.
У 2005 році училище отримало статус коледжу та стало базовим у регіоні.
У 2021 році змінили назву на КЗФПО "Івано-Франківський медичний фаховий коледж" ІФОР

## Спеціальності
- 223 Медсестринство

Спеціалізації:
- Акушерська справа
- Лікувальна справа
- Сестринська справа
Освітньо-кваліфікаційний рівень —  Фаховий молодший бакалавр.
Залучаються до навчального процесу науково-педагогічні працівники ІФНДМУ та педагогічного університету.

### Післядипломна підготовка
Курси підвищення кваліфікації молодших медичних та фармацевтичних спеціалістів у галузях знань медицина (1201) та фармація (1202).

## Інфраструктура
- Навчальний корпус коледжу:
  - 18 кабінетів, 5 лабораторій (із них 9 лекційних залів, які оснащені мультимедійними проекторами);
- 30 навчальних кабінетів на базах лікувально-профілактичних закладів м. Івано-Франківська;

### Комп'ютеризація навчального процесу
Діє комп'ютерний клас, де:
- підготовлені і використовуються навчальні та контролюючі програми для проведення рубіжного контролю знань (диференційовані заліки, іспити та державна атестація студентів);
- інтерактивний планшет, моторизований екран та радіоакустична система;
- комп'ютеризація бібліотеки (використання електронних підручників).

Створена відеотека, яка налічує понад 100 відеофільмів, частина з яких створена викладачами коледжу.

### Бібліотека коледжу
Бібліотеку відкрито — 19 липня 1947 року. Останнім часом фонд поновлено 10 000-ми примірниками і станом на 1 жовтня 2009 р. становить понад 51 000.

## Випускники
Станом на 2011 р. заклад випустив понад 12500 фахівців. Серед них — Герої Праці, Лауреат Державної премії, державні службовці високого рангу, більше 20 професорів, докторів наук:
- Князевич Василь Михайлович;
- Корпан Микола Миколайович (* 1956) — український кріохірург, доктор медичних наук, професор, очільник клініки «Rudolfinerhaus», лауреат Державної премії України в галузі науки і техніки (2017), який лікував президента Віктора Ющенка;
- Притула Василь Петрович — український хірург, доктор медичних наук, професор кафедри дитячої хірургії Національного медичного університету імені О. О. Богомольця, дитячий хірург вищої категорії, головний позаштатний дитячий хірург МОЗ України, віце-президент Всеукраїнської Асоціації дитячих хірургів, член Європейської асоціації дитячих хірургів
- Малофій Любомир Степанович — начальник Головного управління охорони здоров'я (ГУОЗ) Івано-Франківської ОДА;
- Вагилевич Володимир Васильович;
- Гульчій Микола Васильович — головний лікар, який очолює Київський міський клінічний ендокринологічний центр (м.Київ), доктор медичних наук, професор, Заслужений лікар України;
- Стасюк Олексій Іванович — головний лікар міської поліклініки № 3;
- Стасюк Богдан Васильович — головний лікар міської поліклініки № 4;
- Матейко Мирон Федорович — головний лікар Галицької ЦРЛ